# Cereșnița
Cereșnița (în bulgară Черешница) este un sat în Obștina Sandanski, Regiunea Blagoevgrad, Bulgaria.

## Demografie
Componența etnică a satului Cereșnița
     Bulgari (97,82%)
     Nicio identificare (2,17%)
     Altele (0%)
La recensământul din 2011, populația satului Cereșnița era de 46 locuitori. Din punct de vedere etnic, majoritatea locuitorilor (97,82%) erau bulgari. Pentru 2,17% din locuitori nu este cunoscută apartenența etnică.